# Jost Maximilian von Bronckhorst-Gronsfeld

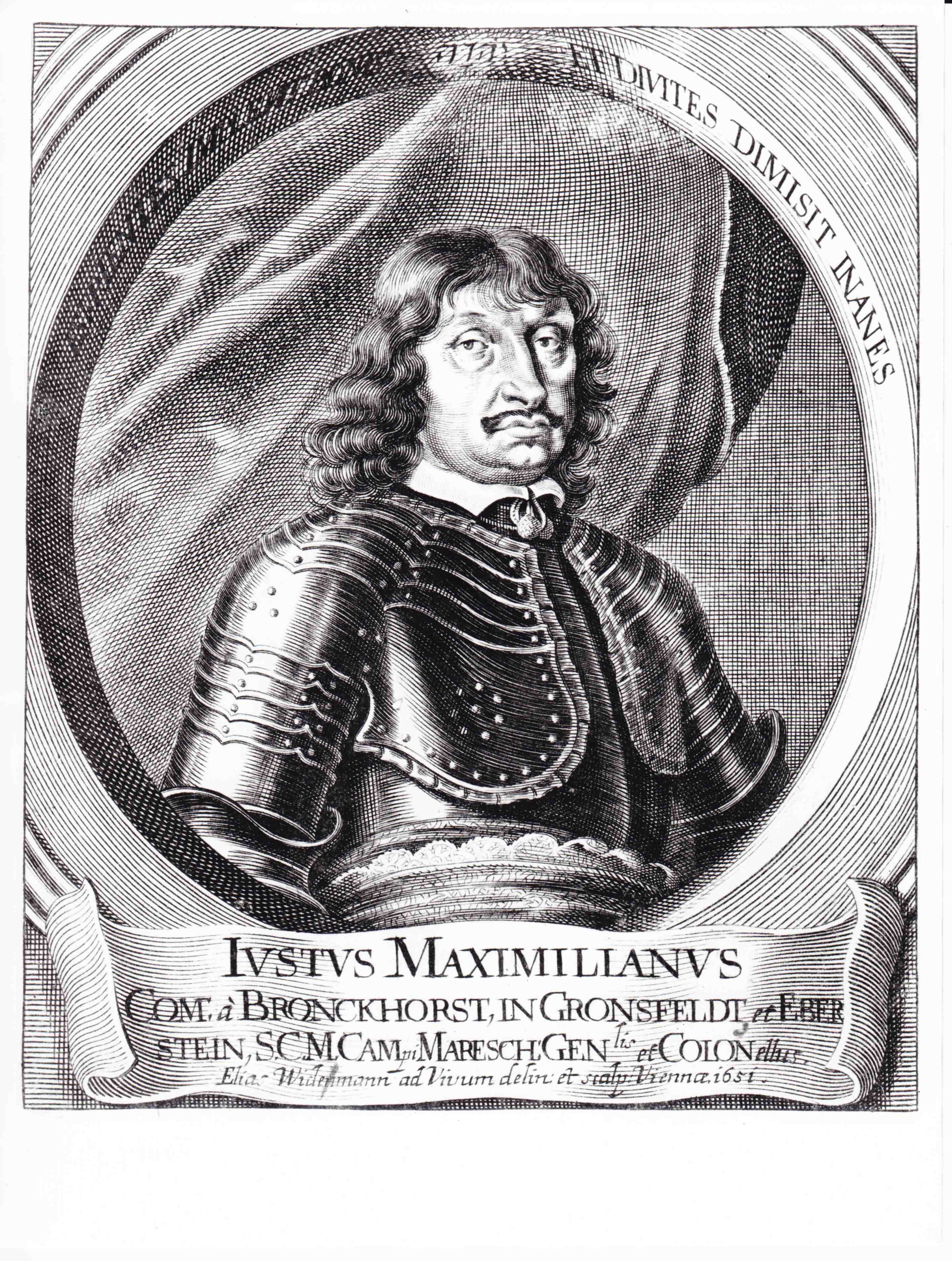
Jost Maximilian von Bronckhorst-Gronsfeld

Graf Jost Maximilian von Bronckhorst-Gronsfeld (getauft am 22. November 1598 in Rimburg bei Aachen; † 24. September 1662 (abweichende Angaben: 24. Juli 1662 oder 24. September 1660) in Gronsveld, Limburg) war kurbayerischer Generalfeldmarschall. Sein offizieller Titel war Graf von Bronckhorst und Gronsfeld, Freiherr von Batenburg und Rimburg, Herr von Alphen und Humpel.

## Leben
Jost Maximilian von Bronckhorst-Gronsfeld war der Sohn von Johann von Bronkhorst-Batenburg (* 1550; † 20. Juni 1617) und dessen Frau Sibylle von Eberstein (1570–1604).
Zu Beginn des Dreißigjährigen Krieges diente er im Heer der Katholischen Liga unter Graf Tilly. Von 1626 bis 1629 war er im Wesertal bei Exten im Quartier. 1629 wurde er als Vertreter Bayerns auf den Kreistag zu Braunschweig geschickt und war als Oberst Mitunterzeichner des Friedens von Lübeck. 1631 nahm er unter Tilly an der Belagerung von Magdeburg teil und an der Schlacht von Leipzig. Danach wurde er im September 1631 an die Weser beordert, um mit Pappenheim gegen Georg von Braunschweig zu kämpfen. Nachdem Pappenheim von Wallenstein nach Lützen abgezogen wurde, nutzte Georg die Situation und konnte bei Rinteln die Weser überqueren.
1633 vereinigte er seine Armee mit der von General Merode, um Hameln zu entsetzen. Hier trat ihm General Holzappel entgegen. Wegen Streitigkeiten mit Merode während der folgenden Schlacht bei Hessisch-Oldendorf ging diese verloren. Er fiel in Ungnade und verlor sein Kommando. Die Armee ging danach ins Winterquartier. Im Jahr 1634 versuchte er Heidelberg zu belagern, abermals ohne Erfolg. 1635 wurde er Oberkommandierender der bayerischen Truppen unter Gallas im Herbstfeldzug nach Lothringen, der aber mit einem ergebnislosen Gegenüberliegen des kaiserlich-bayerischen und des französischen Heeres in der Gegend um Dieuze endete, bei dem beide Armeen durch die Witterung und mangelnden Nachschub hohe Verluste erlitten. Im Juni 1636 nahm er nach Streitigkeiten mit den kaiserlichen Generälen seinen Abschied und ging nach Köln. In Köln widmete er sich zunächst wissenschaftlichen Tätigkeiten. Er wurde durch Johann von Götzen ersetzt.
1645 übernahm er erneut den Oberbefehl, dieses Mal erhielt er das Generalkommando in der Oberpfalz, als Nachfolger des Generals von der Wahl. 1646 wurde er Statthalter von Ingolstadt. 1647 war er mit Geheimrat Krebs in Paris, um für den Kurfürsten Maximilian I. Verhandlungen mit dem französischen König zu führen. Diese endeten im August, als sich der Kurfürst wieder mit dem Kaiser verbündete. Der Kurfürst kündigte den Waffenstillstand mit Schweden und Jost von Bronckhorst-Gronsfeld übernahm an Stelle des zurückgetretenen Geleen das bayerische Heer. Die ca. 7000–8000 Mann sollten zusammen mit den kaiserlichen Soldaten die Schweden aus Böhmen vertreiben. Das kaiserlicher Heer von ca. 16.000 unter Holzappel traf er zwischen Saatz und Kaden. Gemeinsam konnten sie die Schweden unter Wrangel aus Böhmen vertreiben. Die Heerführer trennten sich wegen persönlicher Differenzen und gingen nach Franken ins Winterquartier. 1648 war der Waffenstillstand mit Frankreich ebenfalls beendet und beide Heerführer mussten zusammen gegen ein schwedisch-französisches Heer unter Wrangel und Turenne ankämpfen. In der Schlacht bei Zusmarshausen am 17. Mai wurde die Nachhut des kaiserlich-bayerischen Heeres geschlagen, Holzappel fiel und Jost Maximilian von Bronckhorst-Gronsfeld war nun alleiniger Oberbefehlshaber über eine stark angeschlagene Armee. Mit ca. 14.500 Mann sollte er das schwedisch-französische Heer am Lech aufhalten, wozu er sich nicht in der Lage sah und sich stattdessen am 27. Mai zurückzog. Der Kurfürst enthob ihn dafür des Kommandos, er wurde am 4. Juni 1648 festgenommen, zuerst nach München gebracht und dann in Ingolstadt festgesetzt. Das Kommando über die bayrische Armee übernahm an seiner Stelle vorübergehend Generalfeldzeugmeister Johann Wilhelm von Hunolstein. Nach dem zwischenzeitlichen Friedensschluss wurde Gronsfeld Anfang 1649 von einem Kriegsgericht von seiner Schuld freigesprochen und aus der Haft entlassen. Er ging anschließend nach Wien, vom dortigen Hof aus wurde er bis zu seinem Tod immer wieder mit diplomatischen Aufträgen im Reich betraut.

## Kölner Zeit
Im Vergleich zu den anderen Heerführern seiner Zeit hatte er eine hohe wissenschaftliche Bildung: er ist Verfasser der Bemerkungen zu Wassenbergs Teutschem Florus in der Amsterdamer Ausgabe von 1647, ein Werk über den damals noch andauernden Dreißigjährigen Krieg.
Er ist vermutlich auch der Erfinder der Gronsfeld-Verschlüsselung, eine Variante der Polyalphabetische Substitution mit einem Zahl- statt eines Buchstaben-Schlüssels.

## Familie
In Köln heiratete der Graf am 14. April 1639 Anna Christina von Hardenrath (* 1615; † 29. Januar 1692). Sie war die Tochter von Johann von Hardenrath, dem Bürgermeister von Köln und seiner Frau Christina Gall. Das Paar hatte folgende Kinder:
- Johann Franz (* 1639; † 8. April 1719), 1715 Gouverneur von Luxemburg
- Maria Anna (* 1639?; † nach 1723)
- Anna Justina Gertrud (* 30. Juli 1639?; † 12. Januar 1708/09)
- Otto Wilhelm (* 12. Juni 1640; † 5. April 1713), Weihbischof in Osnabrück und Münster, Apostolischer Vikar des Nordens[10]
- Klara Sybille (* 1640?; † zwischen 1. Juni 1723 und 3. Januar 1724)[11]
- Ernst Maximilian (* 1642; † 1678 bei der Belagerung von Freiburg im Breisgau)
- Phillip Felix (* 1656; † 1690 bei der Belagerung von Philippsburg)